# Antonio Wiatrak
Antonio Wiatrak (ur. 1868 w Kępnie, zm. 1959 w Sopocie) – gdański kupiec, urzędnik konsularny Gwatemali, Hondurasu i Nikaragui.
Syn Tomasza Wiatraka i Marianny Poszwińskiej. Po ukończeniu gimnazjum zajął się kupiectwem. Przez Hamburg, Nowy Jork i Panamę wyjechał w 1892 do Gwatemali, gdzie otworzył kantor bankowy, w 1896 założył plantację kawy i podjął się jej eksportu. W 1902 przybył do Berlina, gdzie pod szyldem „Gwatemala – Dom Importowy Kawy i Herbaty” zajął się importem kawy, założył palarnię, oraz pełnił funkcję konsula generalnego Gwatemali, konsula Nikaragui i Kostaryki. W 1918 przeniósł swoją działalność do Gdańska, gdzie kontynuował dotychczasową działalność przy Hundegasse 65 (obecnie ul. Ogarna), oraz pełnił urząd konsula Gwatemali (1923–1938), Hondurasu (1927–1939) oraz Nikaragui  (1925–1939) w Gdańsku. Wybrano go tamże dziekanem korpusu konsularnego. Był zaprzysiężonym rzeczoznawcą Izby Kupieckiej w Gdańsku. Został pochowany na cmentarzu katolickim w Sopocie (kwatera H2-A-1).

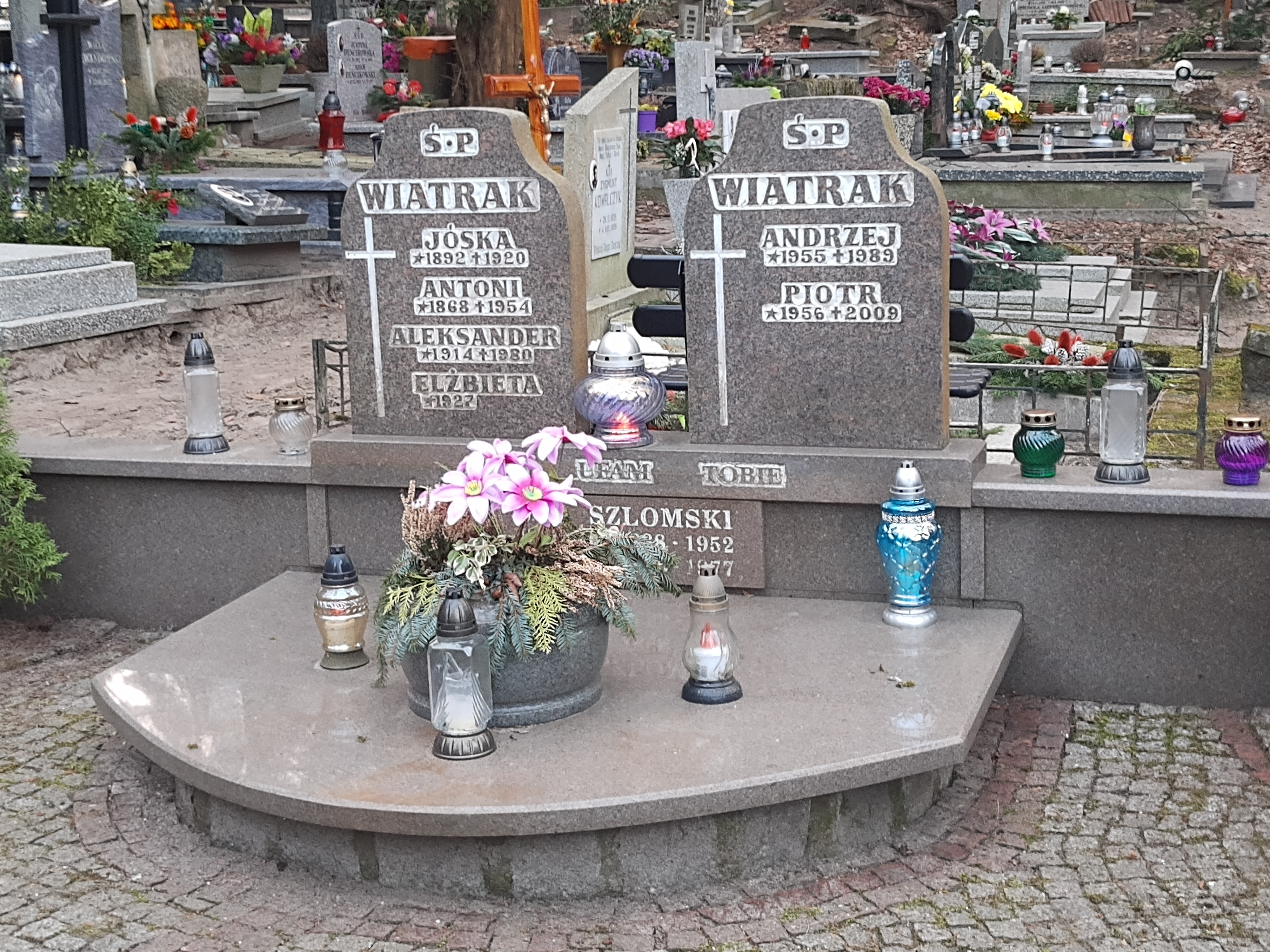
Grób Aleksandra i Antonia Wiatraków na cmentarzu katolickim w Sopocie